# Liste der längsten Tagebücher
In der folgenden Liste finden sich Tagebücher, welche aufgrund ihrer Länge, im Sinne der Wörteranzahl oder des Zeitraumes, in dem sie geführt wurden, bemerkenswert aufscheinen.
| Autor                              | Wörteranzahl    | Dauer    | Zeitraum                                | Anmerkungen |
| ---------------------------------- | --------------- | -------- | --------------------------------------- | --- |
| Laura Penrose Francis              | 40 Millionen    | 60 Jahre | 1952–2012                               | Wörteranzahl und Dauer Stand: 2012. |
| Robert Shields                     | 37.5 Millionen  | 25 Jahre | 1972–1997                               | Genaue Wortanzahl bis 2049 unbekannt. |
| Claude Fredericks                  | 30 Millionen    | 80 Jahre | 1932–2013                               | Geschätzte Wörteranzahl; das Manuskript umfasst 65.000 Seiten.. |
| Joseph Holloway                    | 25 Millionen    | 45 Jahre | 1899–1944                               | |
| Edward Robb Ellis                  | 22 Millionen    | 71 Jahre | 1927–1998                               | |
| Heinrich Witt                      | 18 Millionen    | 70 Jahre | 1859–1890                               | Witt (1799–1892) wurde in Deutschland geboren, lebte in Peru und schrieb auf Englisch.                                                                                                |
| Arthur Crew Inman                  | 17 Millionen    | 44 Jahre | 1919–1963                               | 155 Bände. Andere Quellen sprechen von 10 Millionen Wörtern. |
| Tony Benn                          | 15 Millionen    | 69 Jahre | 1940–2009                               | Eine bessere Schätzung sind 15.7 Millionen Wörter. "The full unedited diaries [in 2007] amount to around fifteen million words."                                                      |
| Li Shuxiang                        | 13 Millionen    | 74 Jahre | 1941–2015 (laut einem Artikel aus 2015) | 85 Bände |
| Nella Last                         | 12 Millionen    | 28 Jahre | 1939–1967                               | Teilnehmerin des Mass Observation-Projekts. |
| Dr. John Henry Salter              | 10 Millionen    | 83 Jahre | 1849–1932                               | |
| Thomas McGrath                     | 9 Millionen     | 50 Jahre | 1973–2022 (laut einem Artikel aus 2022) | [ 13 ] |
| Henri-Frédéric Amiel               | 6 Millionen     | 42 Jahre | 1839–1881                               | 173 Bände; 16,800 Seiten. |
| Harold L. Ickes                    | 6 Millionen     | 19 Jahre | 1933–1952                               | nahezu 100 Bände |
| Ellsworth James                    | 5.9 Millionen   | 63 Jahre | 1944–2007                               | Wörteranzahl schließt das erste Jahr (1944) aus, welches handschriftlich verfasst wurde. 1946–2007 manuell getippt                                                                    |
| Anne Lister                        | 5.6 Millionen   | 34 Jahre | 1806–1840                               | [ 17 ] |
| Amos Bronson Alcott                | 5 Millionen     | 71 Jahre | 1811–1882                               | …over sixty surviving volumes containing nearly five million words… |
| Arthur Christopher Benson          | 5 Millionen     | 28 Jahre | 1897–1925                               | Autor einer der Hymnen Englands, ‘Land of Hope and Glory.’ |
| Rev. Dr. John Morgans O.B.E.       | 5 Millionen     | 52 Jahre | 1952–2004                               | [ 20 ] |
| Frederic Madden                    | 4 Millionen     | 54 Jahre | 1819–1873                               | 43 Bände:13 |
| George Templeton Strong            | 4 Millionen     | 40 Jahre | 1835–1875                               | "A monumental diary, in the tradition of Pepys, Evelyn or Sewall…" |
| John Gadd                          | 4 Millionen     | 45 Jahre | 1975–2020                               | 1947 angefangen jedoch erst ab 1975 regelmäßig geführt. |
| Rev. Dr. Andrew Clark              | 3 Millionen     | 5 Jahre  | 1914–1919                               | 92 Bände:23 |
| Harold Nicolson                    | 3 Millionen     | 34 Jahre | 1930–1964                               | [ 25 ] |
| George Cecil Ives                  | 3 Millionen     | 64 Jahre | 1886–1950                               | 122 Bände |
| John Quincy Adams                  | 3 Millionen     | 69 Jahre | 1779–1848                               | 1,400 Seiten, 51 Bände |
| George C. Edler                    | 2.859 Millionen | 80 Jahre | 1907–1987                               | 76 Bände. Die Ausgaben von 1987 und 1988 des Guinness Weltrekordebuchs führen verschiedene Zeiträume.                                                                                 |
| Philip Hone                        | 2 Millionen     | 23 Jahre | 1828–1851                               | [ 29 ] |
| Henry David Thoreau                | 2 Millionen     | 25 Jahre | 1837–1861                               | Über 2 Millionen Wörter in 39 Bänden. |
| Naomi Mitchison                    | 2 Millionen     | 6 Jahre  | 1939–1945                               | Teilnehmerin am Mass-Observation-Projekt. Ihre Tagebücher wurden 40 Jahre nach Beendigung veröffentlicht.                                                                             |
| Beatrice Webb                      | 1.79 Millionen  | 70 Jahre | 1873–1943                               | Tagebücher im Internet einsehbar. |
| Chen Xiukang                       | 1.5 Millionen   | 4 Jahre  | 2012–2016 (laut einem Artikel aus 2016) | Begann das Tagebuchschreiben, um den Tod seiner Frau zu verarbeiten. |
| Samuel Pepys                       | 1.25 Millionen  | 9 Jahre  | 1660–1669                               | |
| Margaret Elizabeth Fountaine       | 1 Millionen     | 61 Jahre | 1878–1939                               | 12 Bände |
| Jean Lucey Pratt                   | 1 Millionen     | 61 Jahre | 1925–1986                               | Über 1 Million Wörter in 45 Bänden. |
| Ernest Achey Loftus                | Unbekannt       | 91 Jahre | 1896–1987                               | Guinness-Weltrekord für das am längsten geführte Tagebuch. |
| Evie Riski                         | Unbekannt       | 90 Jahre | 1936–2025                               | "A 100-year-old American woman has journalled every day for 90 years… nearly 33,000 entries…"                                                                                         |
| Caroline Bray                      | Unbekannt       | 87 Jahre | 1815–1902                               | War eine enge Freundin von George Eliot. Tagebücher und Kollektaneen.:52 |
| Robert W. Ramsay                   | Unbekannt       | 82 Jahre | 1869–1951                               | Tagebücher von April 1869 bis Januar 1951. 44 Bände |
| Betty (Nachname unbekannt)         | Unbekannt       | 76 Jahre | 1942–2018                               | "…diaries were meticulously completed every day, and record almost all her everyday activities."                                                                                      |
| Robert Parry                       | Unbekannt       | 74 Jahre | 1539–1613                               | :2 |
| Frances Partridge                  | Unbekannt       | 74 Jahre | 1927–2002                               | Tagebuch vom 31. Oktober 1927 bis zum 15. März 2002, ihrem 102. Geburtstag. |
| Anne Perkins                       | Unbekannt       | 74 Jahre | 1935–2009                               | Hat angefangen, mit 10 Jahren Tagebücher zu führen und schrieb in ihrem Leben über 100 Bände. 16 davon befinden sich am Swarthmore College, wo sie als Bibliothekarin gearbeitet hat. |
| Henry Edward Price                 | Unbekannt       | 74 Jahre | ca. 1830–1904                           | :106 |
| Robert Birrel                      | Unbekannt       | 73 Jahre | 1532–1605                               | :1 |
| Jeremiah Moseley                   | Unbekannt       | 73 Jahre | 1803–1876                               | 18 Bände:11 |
| John Amphlett                      | Unbekannt       | 73 Jahre | 1854–1918                               | 42 Bände:191 |
| Emma Katherine Bigwood             | Unbekannt       | 73 Jahre | 1862–1935                               | [ 48 ] |
| Daniel Times                       | Unbekannt       | 72 Jahre | 1776–1848                               | Times war Gerichtsmediziner, verfasste medizinische Tagebücher:113 |
| Sir Thomas Francis Fremantle       | Unbekannt       | 72 Jahre | 1798–1890                               | 51 Bände, September 1814–Januar 1815 und 1837–86.:48 |
| Sir Arthur Pendarves Vivian        | Unbekannt       | 72 Jahre | 1851–1923                               | 64 Bände, persönliche und Reisetagebücher:184 |
| Joseph Jeppa Anderson              | Unbekannt       | 72 Jahre | 1878–1950                               | 20 Bände. |
| Thomas Asline Ward                 | Unbekannt       | 71 Jahre | 1800–1871                               | Messerschmied aus Sheffield 1816. Einige Einträge auf Französisch, Italienisch oder Latein.:154                                                                                       |
| Prinz George, Herzog von Cambridge | Unbekannt       | 71 Jahre | 1832–1903                               | :225 |
| Ellen Laetitia Philips             | Unbekannt       | 71 Jahre | 1842–1913                               | 48 Bände: 1842, 1850–79, und 1881–1913.:154 |
| Ethel Rudkin                       | Unbekannt       | 71 Jahre | 1912–1983                               | [ 51 ] [ 52 ] |
| William Ewart Gladstone            | Unbekannt       | 70 Jahre | 1826–1896                               | Persönliches Tagebuch, 1826 bis 1895/1896.:212 |
| Mary Barwick Baker                 | Unbekannt       | 70 Jahre | 1834–1904                               | geb. Fenwick. Persönliche Notizen in jährlichen Tagebüchern.:122 |
| Louisa de Rothschild               | Unbekannt       | 70 Jahre | 1837–1907                               | Tagebuch von Juli 1837 bis Dezember 1907 (mit Lücken).:134 |
| Lady Anne Noel Blunt               | Unbekannt       | 70 Jahre | 1837–1917                               | geb. King. 214 Bände, Juli 1847 bis November 1917.:168 |
| Violet Bonham Carter               | Unbekannt       | 70 Jahre | 1899–1969                               | Tagebücher online einsehbar. |
| Claude Mauriac                     | Unbekannt       | 69 Jahre | 1927–1995                               | [ 55 ] |
| Elizabeth Wynne Fremantle          | Unbekannt       | 68 Jahre | 1789–1857                               | 41 Bände Ihre Schwester schrieb ebenfalls Tagebücher. |
| Königin Victoria                   | Unbekannt       | 68 Jahre | 1832–1901                               | Über 100 Bände. |
| Sanjōnishi Sanetaka                | Unbekannt       | 62 Jahre | 1455–1537                               | Eine andere Quelle spricht von 63 Jahren. |
| William Lyon Mackenzie King        | Unbekannt       | 57 Jahre | 1893–1950                               | Wörteranzahl unbekannt; das Manuskript umfasst mehr als 50.000 Seiten. |

William Matthews hat in seinem Buch British diaries: An annotated bibliography of British diaries written between 1442 and 1942 400 Tagebücher aufgelistet, welche 30 Jahre oder länger geführt wurden.

## References
1. ↑  Angeblich ein Pseudonym. Mary Beard: A Life Discarded by Alexander Masters – the biography of a nameless person. In: The Guardian. 14. Mai 2016, abgerufen am 15. Mai 2024 (englisch).
2. ↑  Alexander Masters: A life discarded–148 diaries found in a skip. 4th Estate, London 2016, ISBN 978-0-00-813079-4 (englisch).
3. ↑  Douglas Martin:  Robert Shields, Wordy Diarist, Dies at 89 In: New York Times, 29. Oktober 2007. Abgerufen am 8. September 2022 (englisch).
4. ↑  Benjamin Anastas: The Most Ambitious Diary in History. In: The New Yorker. 1 November 2021 (englisch, newyorker.com [abgerufen am 8. September 2022]).
5. 1 2  Peter Wilby:  Tony Benn: Peter Wilby reads the diaries In: The Guardian. Abgerufen am 2. Juni 2023 (englisch).
6. 1 2  Tony Benn: Diaries 2001–2007. More time for politics. Hutchinson, London 2007, S. ix (englisch).
7. ↑  Ulrich Mücke: The Diary of Heinrich Witt (vol. 1). Brill, Leiden & Boston 2016, ISBN 978-90-04-27315-3 (englisch).
8. ↑  Robert Rosen: Beaver Street–A history of modern pornography. Headpress, London 2011, S. 259 (englisch).
9. ↑  Sheppard Kominars: Write for life: Healing body, mind and spirit through journal writing. Cleveland Clinic Press, 2007, S. 56 (englisch).
10. ↑  "Man in Changsha pens diaries for 74 years". Abgerufen am 19. Juni 2025.
11. ↑  Karen Meschia: Naomi the Poet and Nella the Housewife: Finding a Space to Write from: The Wartime Diaries of Naomi Mitchison and Nella Last. In: Miranda. Nr. 2, 1. Juli 2010, ISSN 2108-6559, doi:10.4000/miranda.1238 (englisch, openedition.org).
12. 1 2  Philippe Lejeune: On diary. University of Hawai'i Press, 2009, S. 187 (englisch).
13. ↑  Fifty years a diarist: Nine million words and counting. Abgerufen am 24. Juli 2025 (englisch).
14. ↑  Philip Dunaway, Mel Evans: A treasury of the world’s great diaries. Doubleday & Company Inc., New York 1957, S. 394 (englisch).
15. ↑  Jane Ickes: The secret diary of Harold L. Ickes (vol. 1) The first thousand days 1933–1936. Simon & Schuster, New York 1953 (englisch). p.v
16. ↑  Jim Filbert: Oh my word! In: Pike County Express. 27. März 2024, S. 6 (englisch). Seite hinter Paywall.
17. ↑  Anne Lister—An Introduction. Abgerufen am 8. Juli 2025 (englisch).
18. ↑  Steven Kagle: Early nineteenth century American diary literature. Twayne Publishers, Boston 1986, S. 127–144 (englisch).
19. ↑  Irene Taylor, Alan Taylor: The assassin's cloak: An anthology of the world's greatest diaries. Canongate Books, Edinburgh 2000, S. 646 (englisch).
20. ↑  John Morgans, Norah Morgans: Journey of a lifetime: From the diaries of John Morgans. John and Norah Morgans, Wales 2008, S. ii (englisch).
21. 1 2  Frances Vivian: Letts keep a diary–A exhibition of the history of diary keeping in Great Britain from 16th–20th century in commemoration of 175 years of diary publishing by Letts. Charles Letts & Co Ltd, London 1987 (englisch).
22. ↑  Laura Arksey, Nancy Pries, Marcia Reed: American diaries: An annotated bibliography of published American diaries and journals. Volume 1: Diaries written from 1492 to 1844. Gale Research Company, Detroit, Michigan 1983, S. 229 (englisch).
23. ↑  Mike Evans: Meet Mr. Gadd, 83, of Fontwell Magna in Dorset. 23. Dezember 2014, abgerufen am 8. September 2022 (englisch).
24. ↑  Simon de Bruxelles:  Diaries record a life in mind numbing detail In: The Times, 10. August 2013. Abgerufen am 8. September 2022 (englisch).
25. ↑  Simon Brett: The Faber book of diaries. Faber & Faber, London & Boston 1989, S. 485 (englisch).
26. ↑  David Amigoni: Life writing and Victorian culture. Routledge, Abingdon, UK & New York, USA 2017, S. 197 (englisch).
27. ↑  Nicholas Basbanes: On paper: The everything of its two thousand year history. Vintage Books, New York 2013, S. 241 (englisch).
28. ↑  Philip Cronenwett: Dear Diary… Abgerufen am 20. November 2024 (englisch).
29. ↑  Allan Nevins: The diary of Philip Hone 1828–1851 Volume 1. Dodd, Mead and Company, New York 1927, S. v (englisch).
30. ↑  Ronald Blythe: The pleasures of diaries: Four centuries of private writing. Pantheon Books, New York 1989, S. 106 (englisch).
31. ↑  Thomas Mallon: A book of one’s own: People and their diaries. Pan Books, London 1985, S. 76 (englisch).
32. ↑  Dorothy Sheridan: Woven Tapestries: Dialogues and Dilemmas in Editing a Diary. In: The European Journal Of Life Writing. X. Jahrgang, S. 46 (englisch).
33. ↑  Lynda Adamson: Notable women in world history: A guide to recommended biographies and autobiographies. Greenwood Press, Westport, Connecticut & London 1998, S. 243 (englisch).
34. ↑  Beatrice Webb's Diaries. In: LSE Digital Library. Abgerufen am 15. November 2024 (englisch).
35. ↑  Man keeps 1.5-million-word diary in memory of deceased wife - Headlines, features, photo and videos from ecns.cn|china|news|chinanews|ecns|cns. Abgerufen am 24. Juli 2025.
36. 1 2  Lorna Sage: The Cambridge guide to women’s writing in English. Cambridge University Press, Cambridge 1999, S. 252 (englisch).
37. 1 2  Anthony Quinn:  A Notable Woman: The Romantic Journals of Jean Lucey Pratt edited by Simon Garfield In: The Guardian, 5. November 2015. Abgerufen am 12. Dezember 2024 (englisch).
38. ↑  Longest kept diary. In: Guinness World Records. Abgerufen am 8. September 2022 (englisch). The books in the photo are not his actual diaries.
39. ↑  Ernest Loftus: Diary 1986. Thurrock Museum (englisch). The final extant diary is for 1986, final entry is on Wednesday 31 December. Inspection made 9 July 2024.
40. ↑  Khushi Patel:  100-Year-Old Woman Has Journalled Every Single Day for 90 of Those; Nearly 33,000 Entries Later, She Is Still at It. Evie Riski’s Diary: A Stunning Time Capsule of a Lifetime of Events In: Times Now, 13. Februar 2025. Abgerufen am 25. Februar 2025 (englisch).
41. 1 2 3 4 5 6 7 8 9 10  John Stuart Batts: British manuscript diaries of the nineteenth century: An annotated listing. Rowman & Littlefield, Totowa, New Jersey 1976 (englisch).
42. ↑  British manuscript diaries of the nineteenth century: An annotated listing. Rowman & Littlefield, Totowa, New Jersey 1976, S. 238.
43. ↑  Colin G. Pooley: What Betty did: charting everyday activity over the life course. In: The History of the Family. Band 26, Nr. 4, 2. Oktober 2021, ISSN 1081-602X, S. 602–622, doi:10.1080/1081602X.2021.1973533.
44. 1 2 3 4 5 6  William Matthews: British diaries: An annotated bibliography of British diaries written between 1442 and 1942. University of California Press, Berkeley & Los Angeles 1950 (englisch).
45. ↑  Frances Partridge: Memories. Robin Clark, London 1982, S. 54, 128 (englisch).
46. ↑  Anne Chisholme: Frances Partridge: The biography. Weidenfeld & Nicolson, London 2009, S. 367 (englisch).
47. ↑  Anne J. Perkins Diaries. In: TriCollege Libraries Archives & Manuscripts. Abgerufen am 9. März 2025 (englisch).
48. ↑  Diaries of Emma Katherine Bigwood, later wife of A. H. Baynes, mother of N. H. Baynes, maternal grandmother of P. A. Spalding,, 1862-1935 | Bodleian Archives & Manuscripts. Abgerufen am 5. August 2025 (englisch).
49. ↑  Davis Bitton: Guide to Mormon diaries and autobiography. Brigham Young University Press, Provo, Utah 1977, S. 9–10 (englisch).
50. ↑  Arthur Ponsonby: More English diaries. Methuen & Co. Ltd, London 1927, S. 158–161 (englisch).
51. ↑  Robert Pacey: The diary of Ethel H. Rudkin–Part 1. 1912–1930. Old Chapel Lane Books, Burgh Le Marsh, Lincolnshire 2002, S. 7 (englisch).
52. ↑  Robert Pacey: The diary of Ethel H. Rudkin–Part 4. 1935–1984. Old Chapel Lane Books, Burgh Le Marsh, Lincolnshire 2022, S. 165 (englisch).
53. ↑  Arthur Ponsonby: English diaries: A review of English diaries from the sixteenth to the twentieth century with an introduction on diary writing. Methuen & Co. Ltd, London 1925, S. 45–54 (englisch).
54. ↑  Diaries, 1899-1969. In: Bodleian Archives & Manuscripts. Abgerufen am 15. Juni 2024 (englisch).
55. 1 2  Kozo Yamamura: The Cambridge history of Japan (vol. 3) Medieval Japan. Cambridge University Press, 2006, S. 183–184 (englisch).
56. ↑  Anne Fremantle: The Wynne diaries–The adventures of two sisters in Napoleonic Europe. Oxford University Press, 1982, S. vii, viii, xix (englisch).
57. ↑  Arthur Ponsonby: English diaries–A review of English diaries from the sixteenth to the twentieth century with an introduction on diary writing. Methuen & Co. Ltd, London 1923 (englisch).
58. ↑  Herbert E. Plutschow: Japanese travel diaries of the Middle Ages. 1977, S. 34 (englisch).
59. ↑  Diaries of William Lyon Mackenzie King. In: Library and Archives Canada. 28. Februar 2013, archiviert vom Original am 16. April 2018; abgerufen am 17. April 2018 (englisch).